# Dihammaphora chontalensis
Dihammaphora chontalensis är en skalbaggsart som beskrevs av Bates 1872. Dihammaphora chontalensis ingår i släktet Dihammaphora och familjen långhorningar.
Artens utbredningsområde är:
- Costa Rica.
- Nicaragua.
- Panama.

Inga underarter finns listade i Catalogue of Life.